# 芮姓
芮姓在中國並不是一個常見的姓氏，在《百家姓》中排第209位。

## 歷史來源
芮姓出自姬姓。當年周文王手下有個卿士叫做良夫，周文王未及出師便死去，其子周武王打敗殷商，建立了周朝，良夫被周武王封于芮邑。關於芮邑的所在地，一直以來就有不同說法，有說在今山西省芮城縣，有說在今陝西省朝邑縣南方，但不能算是諸侯國。到周成王時正式改為諸侯國，稱良夫「芮伯」，曾在周王室擔任司徒的職務，子孫世襲周朝卿士。春秋時期，芮國被秦穆公所滅。亡國後，芮國君主宗室以國號為氏。

## 地望分佈
- 山東省西北部平原縣
- 陝西省長安縣西
- 甘肃省景泰县中泉乡

## 延伸阅读
[在维基数据编辑]
 《百家姓》
 《欽定古今圖書集成·明倫彙編·氏族典·芮姓部》，出自陈梦雷《古今圖書集成》